# Dżabalpuria
Dżabalpuria (Jubbulpuria) – teropod z grupy ceratozaurów (Ceratosauria); jego nazwa pochodzi od miasta Dżabalpur, w pobliżu którego znaleziono jego szczątki.
Żył w okresie późnej kredy (ok. 71-65 mln lat temu) na terenach subkontynentu indyjskiego. Długość ciała ok. 1,2-1,5 m, wysokość ok. 50 cm, masa ok. 15 kg. Jego szczątki znaleziono w Indiach (w stanie Madhya Pradesh).
Początkowo dżabalpurię klasyfikowano jako celurozaura, obecnie przeważa pogląd, że należy ona do ceratozaurów.